# Сапожников, Валерий Владимирович (хоккеист)
Валерий Владимирович Сапожников (род. 21 августа 2002, Челябинск) — российский хоккеист, нападающий хоккейного клуба «Зауралье» (Курган).

## Биография
На детско-юношеском уровне играл в челябинских клубах «Сигнал» (до 2012), «Мечел» (2012—2016), «Трактор» (2016—2019). С сезона 2019/20 — игрок команды МХЛ «Белые медведи». В следующем сезоне дебютировал в ВХЛ в составе «Челмета». Перед сезоном 2024/25 перешёл в систему магнитогорского «Металлурга». 3 сентября 2024 года в домашнем матче с «Локомотивом» (2:3) дебютировал в КХЛ.